# Oil Perfurações

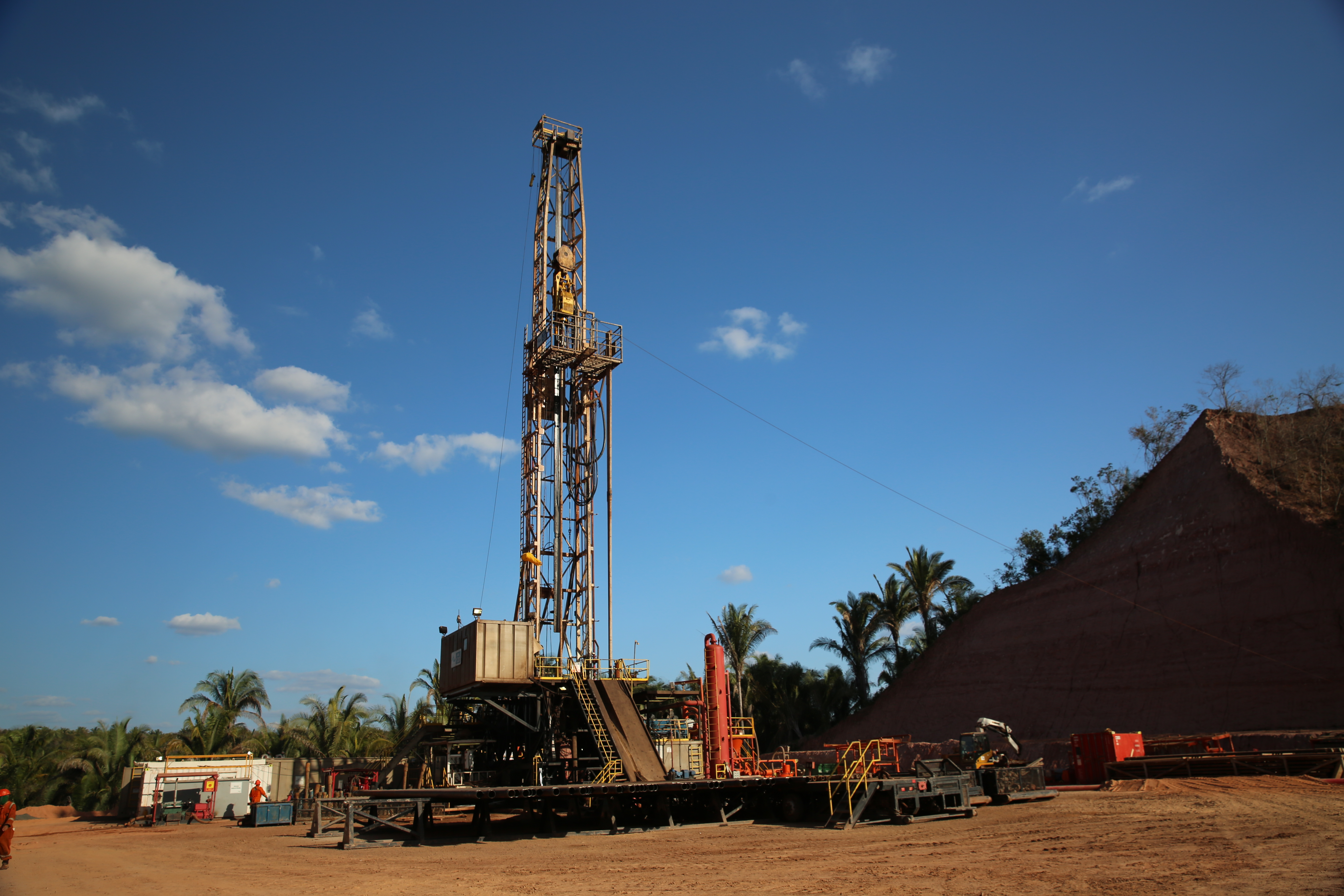
Base de operações da Oil no Maranhão

A Oil Perfurações é uma empresa de perfurações de poços de petróleo e gás em terra no Brasil. Com sede no Rio de Janeiro, possui oito sondas de perfuração e opera nas regiões Norte, Nordeste e Sudeste.
No Maranhão, atua para a Parnaíba Gás Natural (PGN), que detém direitos de concessão no Vale do Parnaíba. Em 2015, adquiriu uma sonda da BCH Energy na região, a última do Grupo Archer no Brasil.
No Espírito Santo, o cliente é a Petrobras. E, em Sergipe, a Galp Energia, de Portugal. A outra operação da Oil Perfurações funciona no Rio Grande do Norte.
Em 2015, ampliou sua atuação com o credenciamento pela Agência Nacional do Petróleo, Gás Natural e Biocombustíveis (ANP) como operador C – habilitado a explorar e produzir em campos em terra. No mesmo ano, a empresa adquiriu os primeiros blocos no Recôncavo baiano na 13ª rodada de licitações da ANP.